# ساحة الحجاز
ساحة الحجاز، وهي ساحة من ساحات دمشق، تقع أمام محطة الحجاز، عند تقاطع شارعي النصر وسعد الله الجابري، كانت قد أقيمت على أرض ملكاً لآل الملا، الذين أتوا من المغرب العربي، كما وقد كانت جزءا من بستان الأعجام أو بستان الغربا، اليوم تحوي ساحة الحجاز على نص تذكار للطبيب مسلم البارودي تخليداً لإستشهاده إبان العدوان الفرنسي على دمشق في 29 أيار عام 1945م، أما في العهد العثماني فقد كان هذا النصب سبيلاً للماء يتوسط الساحة.